# جشنواره فیلم کوتاه نهال
جشنوارهٔ فیلم کوتاه نهال جشنواره‌ای دانشجویی و مختص فیلم کوتاه است که هرساله توسط دانشجویان رشتهٔ سینمای دانشگاه هنر ایران تحت نظر معاونت فرهنگی و اجتماعی دانشگاه هنر برگزار می‌شود. این جشنواره میزبان فیلم‌های کوتاه دانشجویان، از تمام رشته‌های دانشگاهی کشور است. از اهداف این جشنواره که از سال ۱۳۸۲ آغاز به کارکرده، ایجاد فضایی مناسب برای ارائهٔ آثار کمتر دیده شده و توجه به دغدغه‌ها و سلیقه‌های گوناگون دانشجویان است.
از سال ۱۳۹۲ در مراسم افتتاحیهٔ این جشنواره آیینی برای بزرگداشت یکی از پیشکسوتان سینمای حرفه‌ای ایران برگزار شده و از آن زمان تاکنون از رضا نبوی، کامران شیردل، علی حاتمی، سهراب شهیدثالث، محمدحسین فرج، علی لقمانی و بهرام دهقانی تقدیر و تمجید شده‌است.

## تاریخچه
پس از برگزاری نخستین و تنها دورهٔ جشنواره‌ای تحت عنوان «فستیوال جامع دانشگاه هنر»، دانشجویان ورودی سال ۱۳۸۲ به علت پذیرفته نشدن فیلم‌هایشان در جشنواره، اعتراض خود را با معاونت وقت دانشجویی و فرهنگی دانشگاه، سیدمحسن هاشمی، در میان گذاشتند. او پیشنهاد برگزاری جشنوارهٔ تازه‌ای را داد. با استقبال دانشجویان از این پیشنهاد، نخستین دورهٔ جشنوارهٔ نهال، در سال ۱۳۸۲، توسط دانشجویان سال اولی برگزار شد. از سال بعد دو اصل در این جشنواره نهادینه شد. اول این بود که عوامل و شرکت‌کنندگان باید دانشجو باشند (به جز داوران) و دوم این که جشنواره باید توسط دانشجویان سال دومی برگزار شود.
در نهایت نام جشنواره به پیشنهاد یکی از دانشجویان ورودی ۸۲ (علی محفوظی‌نژاد)، «نهال» نامیده شد و دورهٔ اول با حضور یازده فیلم برگزار گردید. دورهٔ هفدهم جشنوارهٔ نهال به دبیری عماد حسینی فرد از ۵ خرداد تا ۱۲ خرداد ۱۴۰۰ به علت پاندمی کرونا به صورت آنلاین و در پلتفرم وُدیو برگزار شد.

## جوایز جشنوارهٔ نهال
جشنوارهٔ فیلم نهال در هر دوره به بهترین فیلم داستانی، بهترین فیلم مستند، بهترین فیلم تجربی، بهترین انیمیشن، بهترین فیلم سال اولی، بهترین فیلم از نگاه تماشاگران، بهترین فیلمنامهٔ ساخته نشده، بهترین کارگردانی، بهترین فیلمبرداری، بهترین فیلمنامه، بهترین تدوین، بهترین بازیگر زن، بهترین بازیگر مرد، بهترین چهره‌پردازی، بهترین موسیقی، بهترین طراحی صحنه، بهترین صدا، بهترین طراحی لباس، جایزهٔ ویژهٔ هیئت داوران، جایزهٔ آکادمی نهال، بهترین پوستر، بهترین عکس جایزه اهدا می‌کند.

## دوره‌های برگزاری جشنواره نهال

### نهال نوزدهم(۱۴۰۲)[۵]
| دبیر جشنواره                          | هیئت داوران                                                       | زمان برگزاری                                                                                  |
| ------------------------------------- | ----------------------------------------------------------------- | --------------------------------------------------------------------------------------------- |
| منیره امانی                           | آرش رصافی، شادی کرم رودی، شهرام زرگر، علی‌یار راستی، رامتین شهبازی | تیر ۱۴۰۲                                                                                      |
| بخش                                   | نام فیلم                                                          | برنده                                                                                         |
| تندیس بهترین فیلم                     | اسید باز                                                          | شیرین اخلاصی                                                                                  |
| جایزه بهترین فیلم از نگاه آکادمی نهال | همه‌چیز به نظر آقای کاف بستگی دارد                                 | حسن حکمت روش                                                                                  |
| تندیس بهترین فیلم مستند               | رو بوم                                                            | امیر محمد حسین زاده                                                                           |
| دیپلم افتخار بهترین فیلم تجربی        | راننده                                                            | امیرحسین خلیل آبادی                                                                           |
| تندیس بهترین انیمیشن                  | Biked                                                             | طیبه عبدالله زاده                                                                             |
| تندیس بهترین کارگردانی                | بالا افتادن                                                       | مریم بختیاری                                                                                  |
| تندیس بهترین فیلمنامه                 | شب توتم                                                           | نگین کامران و حنا عظیمی نیا                                                                   |
| تندیس بهترین فیلمبرداری               | شب توتم                                                           | ایمان صالحی                                                                                   |
| تندیس بهترین تدوین                    | اسید باز                                                          | شاهین سپهری                                                                                   |
| جایزه ویژه هیئت داوران                | شلال                                                              | امیرعلی سی سی پور                                                                             |
| تندیس بهترین فیلم بین‌الملل            | The Silent Scream                                                 | Camille Anne, Julie Vandenbergue, Martin Laurent, Elisa Torris, Camille Leroy, Lucas Foutrier |

### نهال بیستم (۱۴۰۳)
نشست خبری بیستمین جشنواره فیلم کوتاه نهال ۵ مهر ۱۴۰۳ در سالن کنفرانس خانه هنرمندان ایران برگزار شد.
بیستمین جشنواره فیلم کوتاه نهال از ۱۹ تا ۲۶ مهرماه ۱۴۰۳ در دانشگاه هنر، دانشکده کاربردی، سالن فارابی برگزار شد. اختتامیه این دوره در ۲۶ مهرماه ۱۴۰۳ در سالن شهید بهنام محمدی کانون پرورش فکری کودکان و نوجوانان برگزار شد.
برگزاری نخستین پیچینگ جشنواره دانشجویی نهال که براساس اطلاع‌رسانی قبلی قرار بود همزمان با دوره بیستم این رویداد، به میزبانی انجمن سینمای جوانان ایران برگزار شود، به دلیل تغییر در تقویم برگزاری از سوی ستاد برگزاری جشنواره نهال و تداخل زمانی بازه برگزاری با جشنواره بین‌المللی فیلم کوتاه تهران، به تاریخ دیگری موکول شد.
| دبیر جشنواره                          | هیئت داوران                                                                                         | زمان برگزاری            |
| ------------------------------------- | --------------------------------------------------------------------------------------------------- | ----------------------- |
| ابوالفضل خانی                         | آتوسا قلمفرسایی، مهرداد اسکویی، علی قاضی، نوید پورمحمدرضا، محمد نجاریان، محسن قرائی، پانته‌آ پناهی‌ها | مهر ۱۴۰۳                |
| بخش                                   | نام فیلم                                                                                            | برنده                   |
| جایزه بهترین فیلم از نگاه آکادمی نهال | کم و بیش نامرئی                                                                                     | ترانه اسماعیلیان        |
| تندیس بهترین فیلم داستانی             | مرگ شوهر یک پیرزن                                                                                   | هادی یغمایی             |
| تندیس بهترین فیلم مستند               | می‌شه بغلت کنم                                                                                       | الهه اسماعیلی           |
| تندیس بهترین فیلم تجربی               | اتاق‌های عطری                                                                                        | شاهین دانشفر            |
| تندیس بهترین انیمیشن                  | مرد و پنجره                                                                                         | فاطمه احمدی             |
| تندیس بهترین کارگردانی                | تاکسیدرمیست                                                                                         | سوسن سلامت و بهزاد علوی |
| تندیس بهترین فیلمنامه                 | مرگ شوهر یک پیرزن                                                                                   | هادی یغمایی             |
| تندیس بهترین فیلمبرداری               | مرگ شوهر یک پیرزن و یک‌شب گرم تابستانی                                                               | متین باقری              |
| تندیس بهترین تدوین                    | شرور                                                                                                | پارسا انصاری            |
| بهترین فیلم از نگاه تماشاگران         | مستند شرور                                                                                          | پارسا انصاری            |
| جایزه ویژه هیئت داوران                | کمین                                                                                                | نیکی مالمیر             |
| تندیس بهترین فیلم بین‌الملل            | یک روز آفتابی درخشان                                                                                | یو پنگ هی از کشور چین   |

## ورکشاپ‌های جشنواره نهال
جشنواره نهال هر ساله چند ورکشاپ تخصصی در حوزهٔ سینما با حضور اساتید و پیشکسوتان سینمای کشور برگزار می‌کند.

### کارگاه‌های نهال دوازدهم (۱۳۹۴)
- فرهاد توحیدی - فیلمنامه‌نویسی
- احمد الستی - فیلم تجربی
- محمد آلادپوش - شناخت لنزها
- امیر اثباتی - «طراحی» صحنه در برابر طراحی «صحنه»
- شهرام مکری - روش‌های شخصی فیلمسازی
- مهرداد اسکویی - روش‌های شخصی فیلمسازی

### کارگاه‌های نهال سیزدهم (۱۳۹۵)
- سعید عقیقی - «فیلمنامه‌نویسی: تمرین یا توهم؟»
- محمدرضا دلپاک و رضا گدازگر - «صدا در سینما»
- عباس گنجوی - «تدوین»
- محسن امیریوسفی - بررسی قالب مستند-داستانی و نگاهی به نقش نابازیگر در سینما
- جرارد کوران و رامتین شهبازی - سینمای تجربی اروپا

محمود رحمانی - سینمای تجربی، از ایده تا کارگردانی

### کارگاه‌های نهال چهاردهم (۱۳۹۶)
- فیلیپ تریر هرمان - «زبان شخصی در ویدئوآرت»[۹]
- بهرام دهقانی - «کارگاه عملی تدوین»[۱۰]
- سینا کرمانی‌زاده - «شناخت نور برای همه»[۱۱]

### کارگاه‌های نهال پانزدهم[۱۲]
- مایکل هامون - فیلمسازی بداهه
- محمد شیروانی - فیلمسازی آلترناتیو
- پیمان یزدانیان - موسیقی فیلم
- کامران حیدری - فیلمسازی آسان[۱۳]
- شهرام مکری - بررسی روند نگارش فیلمنامه هجوم

### کارگاه‌های نهال شانزدهم (۱۳۹۸)
- محمد نجاریان - «تدوین فیلم کوتاه»
- علی نجاریان - «مدیریت تولید فیلم کوتاه»
- رشید دانشمند و آرش قاسمی - «صدابرداری و صداگذاری فیلم»
- بیتا نصر - «طراحی لباس در فیلم کوتاه»
- حسین خوشبین - «فیلم‌برداری ۱۶ میلی‌متری»
- مایکل هامن - «یک تجربه؛ فیلم برداری تاریخی»
- فرانک گسنر - «دنیای انیمیشنی گسترش یافته»
- آیکه شوایکهارت - «درآمدی بر تولید ویدیو ۳۶۰ درجه»

### کارگاه‌های نهال بیستم (۱۴۰۳)
- نوید پورمحمدرضا - «فیلم‌ها چه می‌گویند؟ چگونه می‌گویند؟»
- پویان شعله‌ور - «فیلمنامه‌ات را کنار بگذار، فراموشی فیلمنامه هنگام تدوین»
- سونیا سنجری - «تو برای من مهمی، بازیگر و کارگردان کنار هم»
- اهورا شهبازی - «انیماتور و بیان احساسات»
- آرمان خوانساریان - «با چه ایده‌هایی هرگز یک فیلم‌کوتاه خوب ساخته نمی‌شود؟»
- آرین وزیر دفتری - «دکوپاژ: دومینوی نماهای یک فیلم»
- داوود ملک - «فیلمبرداری بی‌ابزار با امکانات پیرامون»
- علی یار راستی - «تصویر ذهنی فیلمساز/ فیلمنامه‌نویس جز از کل»

## جشنواره نهال در یک نگاه
| دوره برگزاری        | دبیر جشنواره         | هیئت داوران |
| ------------------- | -------------------- | --- |
| نهال اول (۱۳۸۲)     | محمد حدادی           | فرهاد توحیدی - احمد ضابطی جهرمی |
| نهال دوم (۱۳۸۳)     | محمد حدادی           | رخشان بنی اعتماد - کیومرث پوراحمد - حبیب رضایی - محمد دهقان پور |
| نهال سوم (۱۳۸۴)     | غیاث الدین ایرانمدار | کیومرث پوراحمد - جهانگیر کوثری - پرویز شهبازی - بهرام دهقانی - مهدی هاشمی |
| نهال چهارم (۱۳۸۵)   | مهدی تیموری          | شادمهر راستین - حسن دزواره - هوشنگ گلمکانی - کامبوزیا پرتوی - حمید دهقانپور |
| نهال پنجم (۱۳۸۶)    | آناهیتا قزوینی زاده  | کمال تبریزی - محمد آلادپوش - احمد الستی - مجید اسلامی - مصطفی خرقه پوش - شادمهر راستین - حمید دهقانپور |
| نهال ششم (۱۳۸۷)     | مرتضی حسینی گلکار    | کیانوش عیاری - نازنین مفخم - بایرام فضلی - فرهاد توحیدی - امید روحانی |
| نهال هفتم (۱۳۸۸)    | سمانه کاوندی         | همایون پایور - بهرام دهقانی - حمید نعمت‌الله - حمیدرضا صدر - مینو فرشچی |
| نهال هشتم (۱۳۸۹)    | آزاده موسوی          | رخشان بنی اعتماد - واروژ کریم مسیحی - کامبوزیا پرتوی - شهرام مکری - ابراهیم مختاری - حمید فرخ‌نژاد - بایرام فضلی |
| نهال نهم (۱۳۹۰)     | مصطفی مصطفوی         | مرتضی پورصمدی - محمدرضا موئینی - بهرام توکلی - فردین صاحب زمانی - بهنام بهزادی - پانته‌آ بهرام - علیرضا گلپایگانی |
| نهال دهم (۱۳۹۱)     | ناره رستمیان         | امیرشهاب رضویان - مرتضی رزاق‌کریمی - مجید برزگر - امیرمحمد دهستانی - صابر ابر - هومن بهمنش - سعید قطبی‌زاده - حسن حسن‌دوست |
| نهال یازدهم (۱۳۹۲)  | علیرضا قاسمی         | بهرام دهقانی - بهرام بدخشانی - شهاب الدین عادل - بهرام عظیم پور - بهرام توکلی - رخشان بنی اعتماد - حبیب رضایی - پیمان معادی |
| نهال دوازدهم (۱۳۹۳) | شاهین دانشفر         | احمد الستی - سپیده عبدالوهاب - شهاب حسینی - شهرام مکری - فرشاد محمدی - سعید عقیقی - سید محسن هاشمی |
| نهال سیزدهم (۱۳۹۴)  | محسن مختاری فر       | بهرام توکلی - محمدرضا اصلانی - هومن سیدی - آیدا پناهنده - بهرام دهقانی - شهاب اسفندیاری - محمود کلاری |
| نهال چهاردهم (۱۳۹۵) | خاتون حیدری فاروقی   | سپیده عبدالوهاب - تورج اصلانی - شهاب الدین عادل - آزیتا حاجیان - فردین خلعتبری - ابراهیم ایرج زاد - مونا زندی |
| نهال پانزدهم (۱۳۹۷) | متین احمدی           | شهرام مکری، محمد شیروانی، پیروز کلانتری، سجاد ستوده، مسعود امینی تیرانی، نوید پورمحمدرضا و فرنوش صمدی |
| نهال شانزدهم (۱۳۹۸) | رضا باستانی          | فریدون جیرانی، بهرام دهقانی، صفی یزدانیان، پگاه آهنگرانی، محمد حدادی، مهدی جعفری و مسعود سفلایی |
| نهال هفدهم (۱۴۰۰)   | عماد حسینی فرد       | فرهاد اصلانی، علیرضا زرین دست، محمد تهامی نژاد، ژیلا ایپکچی، مرتضی فرشباف، ابوالحسن داودی و علیرضا گلپایگانی |
| نهال هجدهم (۱۴۰۱)   | عارف حیدری           | امیر محمد دهستانی، حسام اسلامی، فرشاد محمدی، سودابه سعید نیا، ابوالفضل جلیلی، مینا ساداتی، کاظم ملایی، فرهاد فزونی، مریم کهوند، سیاوش تصاعدیان،حسن شجاعی، رئوفه رستمی ، حمید جانی پور، بهرام ارک ، معصومه بیات ،امیر نجفی، پدرام پور امیری،پیمان نعیمی، سروش علیزاده ، سوگل رضوانی، مهدی گنجی ، احمد بهرامی، حامد اکرمی، مسعود امینی تیرانی، پویان شعله ور، پرستو کارگر،محمد رضا فرزاد، عاطفه خادم رضا، محمدرضا فرزاد |
| نهال نوزدهم (۱۴۰۲)  | منیره امانی          | آرش رصافی، شادی کرم رودی، شهرام زرگر، علی‌یار راستی و رامتین شهبازی |
| نهال بیستم (۱۴۰۳)   | ابوالفضل خانی        | آتوسا قلمفرسایی، مهرداد اسکویی، علی قاضی، نوید پورمحمدرضا، محمد نجاریان، محسن قرائی، پانته‌آ پناهی‌ها |